# Лео Фере
Лео̀ Ферѐ (на френски: Léo Ferré, * 24 август 1916 в Монако – † 14 юли 1993 в Кастелина ин Кианти, провинция Сиена, Италия) е френски поет, певец, композитор и писател от Монако.
Той е много плодовит автор, композитор и изпълнител на френски език, записал е над 40 албума със свои песни. От 1975 до 1990 г. е диригент на симфонични оркестри, макар и не много често.
Фере е сред видните поети от втората половина на ХХ век, с дълбока и богата изразност, повлияна от сюрреализма. В текстовете на своите песни използва богата лексика и неологизми, за да създаде сложни и неочаквани образи, често нееднозначни и многосмислени. Неговите песни са лирични, написани в римуван и свободен стих, а темите са любовта, тъгата, както и анархистичният морал и възгледи.
Пише музика за стихове на Аполинер, Бодлер, Верлен, Вийон, Жан-Роже Косимон, Арагон, Рютбьоф, Чезаре Павезе и други, допринася тяхната поезия да стане достъпна на широката публика.
Творчеството му на писател обхваща разни жанрове: разкази за детството (Benoît Misère), епистоларен жанр (Lettres non postées), размисли (L'anarchie est la formulation politique du désespoir, Technique de l'exil, Introduction à la folie), портрети и автопортрети (préfaces à Verlaine et à Caussimon). Писал е за театъра (L'Opéra des rats), издал е сборници с поезия (Poètes... vos papiers !, Testament phonographe) и дълги поеми (La Mémoire et la Mer, Le Chemin d'enfer, Perdrigal / Le Loup, Death... Death... Death..., Métamec).
Освен своите песни композира в разни музикални жанрове: операта La Vie d'artiste (незавършена), ораторията La Chanson du mal-aimé (по текст на Аполинер), балета La Nuit, инструментална музика (La Symphonie interrompue, Le Chant du hibou, Le Concerto pour bandonéon (inachevé), филмова музика.
Приживе Лео Фере отказва да приеме Голямата награда за френска песен и френския Национален орден за заслуги в областта на изкуството и литературата.